# Fibroadenoma
Il fibroadenoma è un tumore benigno che deriva dalla proliferazione dell'epitelio ghiandolare e dello stroma fibroso della mammella. Entrambi i tipi cellulari coinvolti sono dotati di recettori agli estrogeni. La causa di questo tumore è l'iperestrogenismo.
Macroscopicamente si presenta come un nodulo circoscritto e mobile rispetto al tessuto circostante. Il nodulo può avere dimensioni che variano tra meno di 1 cm fino a superare i 10–15 cm (nel qual caso si parla di fibroadenoma gigante). L'interno è costituito da tessuto bianco-grigiastro fibroso con, a volte, sottili fissurazioni.
Microscopicamente si nota uno stroma fibroblastico con strutture ghiandolari con spazi cistici, a volte strettamente compressi dal tessuto adiacente, rivestiti da epitelio in grado di rispondere alla stimolazione ormonale. Il tutto è avvolto da tessuto connettivo formante una capsula avvolgente.